# Mustapha Fetoui
 (juillet 2019).
Mustapha Fetoui, communément surnommé Chérif, est un ancien footballeur international marocain, né en 1950. Il évoluait au poste de défenseur (arrière droit).

## Biographie
Mustapha Fetoui a évolué au sein du MAS de Fès puis au Difaâ Hassani d'El Jadida. Il était connu par ses atouts athlétiques et sa vélocité.

## Sélection en équipe nationale
Mustapha Fetoui parvient, lors de sa première participation à la CAN, à remporter le titre, avec l'équipe du Maroc, en 1976. Il sera également présent lors de l'édition suivante en 1978, mais sans parvenir à sortir du premier tour.
Chérif détient le record du but le plus rapide de l'histoire de l'équipe du Maroc en inscrivant, au bout de 50 secondes seulement, le premier but de la rencontre opposant le Maroc au Soudan lors du premier tour de la CAN 1976. Ce but fut le plus rapide de l'histoire de la CAN avant que ce record ne soit battu par l'Égyptien Ayman Mansour à la CAN 1994.

### - Les matchs "A"
1. 20/05/1973 Côte d’Ivoire - Maroc Abidjan 1 - 1 Elim. CM 1974
2. 03/06/1973 Maroc – Côte d’Ivoire Tétouan 4 - 1 Elim. CM 1974 / 1 but
3. 21/10/1973 Zambie - Maroc Lusaka 4 - 0 Elim. CM 1974
4. 31/10/1973 Algérie - Maroc Alger 2 - 0 Amical
5. 09/12/1973 Zaire - Maroc Kinshasa 3 - 0 Elim. CM 1974
6. 22/02/1974 Irak – Maroc Baghdad 0 - 0 Amical
7. 25/02/1974 Kuwait - Maroc Kuwait 2 - 0 Amical
8. 01/03/1974 A.Saoudite - Maroc  Riyad 0 - 0 Amical
9. 26/09/1974 Jordanie - Maroc Damas 1 - 2 Tournoi Kuneitra
10. 28/09/1974 Égypte - Maroc Damas 2 - 4 Tournoi Kuneitra
11. 06/10/1974 Soudan - Maroc Damas 0 - 2 Tournoi Kuneitra
12. 31/10/1974 Algérie - Maroc Alger 0 - 0 Amical
13. 24/11/1974 Maroc - Gambie Casablanca 3 - 0 Elim. CAN 1976
14. 07/12/1974 Gambie - Maroc Banjul 0 - 3 Elim. CAN 1976
15. 02/03/1975 Casablanca Maroc vs Tunisie 0 - 0 Amical
16. 22/03/1975 Maroc - Sénégal Fès 4 - 0 Elim. CAN 1976
17. 13/04/1975 Sénégal - Maroc Kaolack 2 - 1 Elim. CAN 1976
18. 31/08/1975 Tunisie - Maroc Algérie 0 - 0 J.M 1975
19. 07/09/1975 Tunisie - Maroc Algérie 1 - 1 (4 - 3) Classement J.M 1975 / 1 but
20. 26/10/1975 Ghana - Maroc Kumasi 2 - 0 Elim. CAN 1976
21. 09/11/1975 Maroc - Ghana Casablanca 2 - 0 (5 - 4) Elim. CAN 1976
22. 01/03/1976 Maroc - Soudan Dire Dawa 2 - 2 CAN 1976 / 1 but
23. 04/03/1976 Maroc - Zaire Dire Dawa 1 - 0 CAN 1976
24. 06/03/1976 Maroc - Nigeria Dire Dawa 3 - 1 CAN 1976
25. 09/03/1976 Maroc - Égypte Addis Abeba 2 - 1 2°Tour CAN 1976
26. 11/03/1976 Maroc - Nigeria Addis Abeba 2 - 1 2°Tour CAN 1976
27. 14/03/1976 Maroc - Guinée Addis Abeba 1 - 1 2°Tour CAN 1976
28. 12/09/1976 Arabie Saoudite - Maroc Riyadh 0 - 2 Amical
29. 08/10/1976 Palestine - Maroc Damas 0 - 3 Jeux Panarabes 1976
30. 10/10/1976 Arabie Saoudite - Maroc Damas 0 - 0 Jeux Panarabes 1976
31. 12/10/1976 Jordanie - Maroc Damas 0 - 3 Jeux Panarabes 1976
32. 14/10/1976 Yémen du sud - Maroc Damas 0 - 4 Jeux Panarabes 1976
33. 16/10/1976 Mauritanie - Maroc Damas 0 - 2 Jeux Panarabes 1976
34. 18/10/1976 Syrie - Maroc Damas 0 - 0 Jeux Panarabes 1976
35. 12/12/1976 Maroc - Tunisie Casablanca 1 - 1 Elim. CM 1978
36. 23/03/1977 Syrie vs Maroc : Damas : 0 - 2 Amical
37. 03/04/1977 Maroc - Gabon Rabat 5 - 1 Amical
38. 09/12/1977 Irak - Maroc Baghdad 3 - 0 Amical
39. 26/12/1977 Maroc - Irak Fès 0 - 0 Amical
40. 26/02/1978 Maroc – URSS Marrakech 2 - 3 Amical / 1 but
41. 06/03/1978 Maroc - Tunisie Kuamsi 1 - 1 CAN 1978
42. 09/03/1978 Maroc - Congo Kuamsi 1 - 0 CAN 1978
43. 11/03/1978 Ouganda - Maroc Kumasi 3 - 0 CAN 1978
44. 24/06/1979 Maroc - Togo Mohammedia 7 - 0 Elim. CAN 1980

### - Les matchs olympiques
1. 23/02/1975 Casablanca Maroc vs Libye 2 - 1 Elim. JO 1976
2. 14/03/1975 : Benghazi Libye vs Maroc 0 - 1 Elim. JO 1976
3. 24/08/1975 : Alger Turquie vs Maroc 0 - 1 JM 1975
4. 28/08/1975 : Alger Yougoslavie vs Maroc 0 - 0 JM 1975
5. 04/09/1975 : Alger France "B" vs Maroc 1 - 1 (4-3p) Demi-finale JM 1975
6. 30/11/1975 : Tunis Tunisie vs Maroc 0 - 1 Elim. JO 1976
7. 14/12/1975 : Casablanca Maroc vs Tunisie 1 - 0 Elim. JO 1976
8. 03/04/1976 : Lagos : Nigeria vs Maroc 3 - 1 Elim. JO 1976
9. 18/04/1976 : Tanger Maroc vs Nigeria 1 - 0 Elim. JO 1976

## Palmarès

### Clubs
- Difaâ Hassani d'El Jadida :
  - Championnat du Maroc de football
    - Vice-champion : 1976

  - Coupe du Trône
    - Finaliste : 1977

### Équipe nationale
- Vainqueur de la CAN en 1976 avec l'équipe du Maroc
- Vainqueur des Jeux panarabes de 1976 avec l'équipe du Maroc
- Vainqueur de la Coupe Arabe en 1974, à Qouneitra en Syrie, avec l'équipe du Maroc